# Witbrauwgrasgors
De witbrauwgrasgors (Donacospiza albifrons) is een zangvogel uit de familie Thraupidae (tangaren).

## Verspreiding en leefgebied
Deze soort komt voor van noordelijk Bolivia tot zuidoostelijk Paraguay, zuidoostelijk Brazilië, Uruguay en noordoostelijk Argentinië.